# Володарь Ростиславич
Волода́рь Ростисла́вич (умер 19 марта 1124) — князь звенигородский с 1085 по 1092, князь перемышльский с 1092. Правнук Ярослава Мудрого, сын тмутараканского князя Ростислава Владимировича, дед Ярослава Осмомысла.

## Биография
Согласно сообщению В. Н. Татищева, в начале 1060-х годов Ростислав Владимирович женился на дочери венгерского короля (вероятно, на Ланке, дочери короля Белы I). Другие источники не подтверждают и не опровергают эту информацию. Если это верно, то, учитывая, что Ростислав умер в начале 1067 года, Володарь родился в первой половине 1060-х годов.
По смерти отца в 1067 году вместе с братьями Рюриком и Васильком был изгнан из Тмутаракани. Проживал во Владимире-Волынском при дворе двоюродного дяди, князя Ярополка Изяславича. Вместе с братьями бежал от него и овладел землями в Прикарпатье. В 1086 году Ярополк, вступивший в союз с киевским князем Всеволодом Ярославичем, был убит собственным слугой во время похода против Ростиславичей.
Любечский съезд 1097 года закрепил за Володарем Перемышль.
К 1099 году относится новая попытка киевских князей (Святополка Изяславича) установить контроль над юго-западными русскими землями, но Володарь с братом Васильком, который был ослеплён, одержали победу на Рожном поле. Однако на Русь вторглась венгерская королевская армия. Володарь отстоял Перемышль (венгры были разбиты его союзниками: Давыдом Игоревичем и половцами в битве на Вагре).
В 1117 году Володарь и Василько воевали в союзе с Владимиром Мономахом и Давыдом Святославичем против Ярослава Святополчича. Союзники осадили Владимир-Волынский и заставили князя сдаться.
В 1119 году Володарь участвовал совместно с венграми в походе на Византию и возвратился с богатой добычей.
В 1122 году Володарь ходил войной на поляков, разорил многие области, взял много добычи, но из-за предательства своего воеводы Петрона оказался в польском плену. Слепому Васильку пришлось собрать большой выкуп в 2000 гривен серебра, чтобы выкупить брата из плена.
В 1123 году Володарь с братом, а также венграми, поляками и чехами выступили на стороне Ярослава Святополчича и осадили во Владимире-Волынском Андрея Владимировича. После гибели Ярослава союзники сняли осаду.
Похоронен в построенном им соборе св. Иоанна в Перемышльском детинце.

## Семья и дети
- Ростислав Володаревич Перемышльский
- Ирина Володаревна, с 1104 года замужем за Исааком, сыном Алексея I Комнина
- Владимир Володаревич Звенигородский и Перемышльский
- дочь, с 1114 года замужем за Романом Владимировичем Волынским.

## Галерея

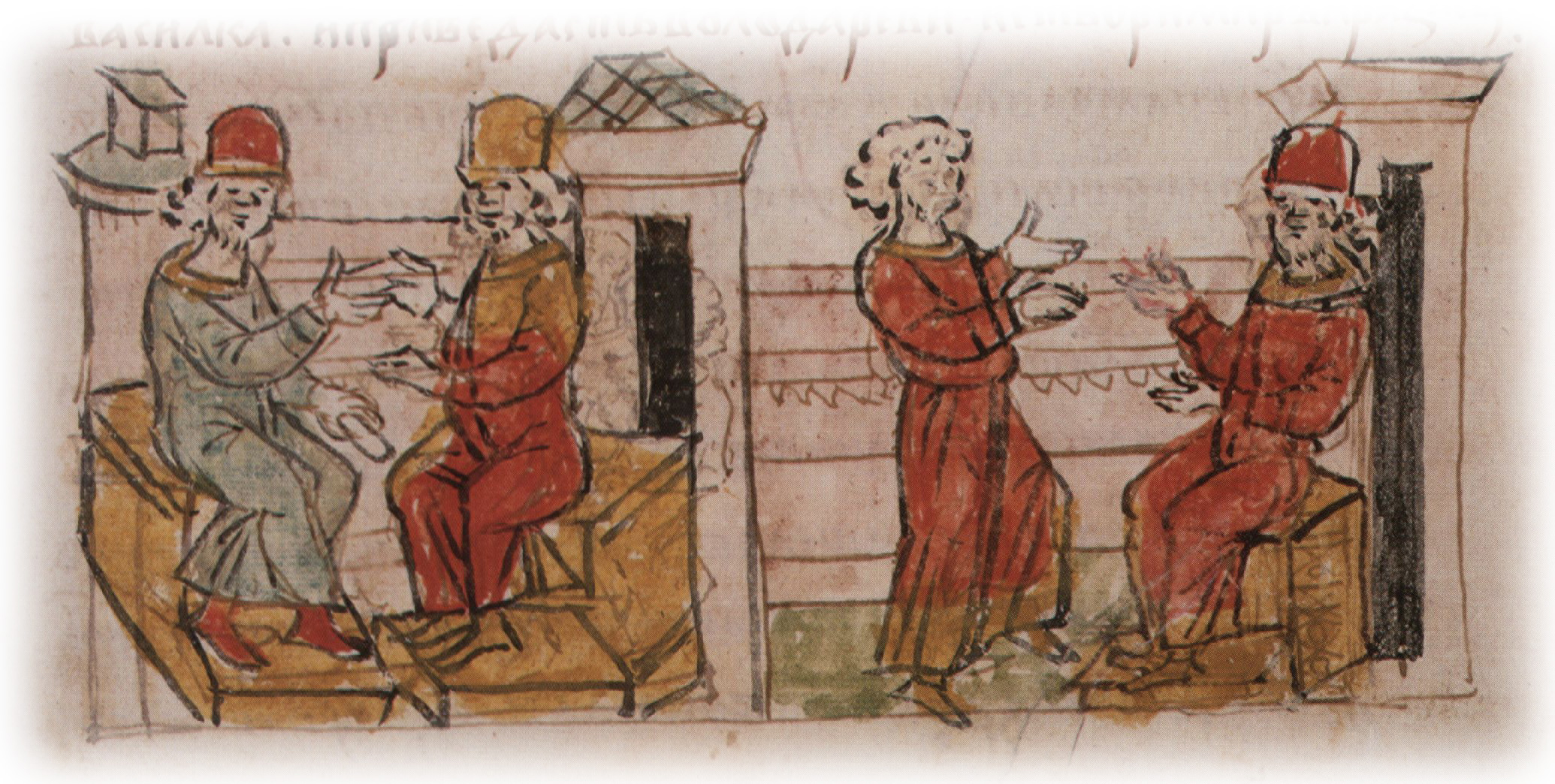
Беседа Давыда Игоревича Волынского с Володарем Ростиславичем Перемышльским; отправление Давыдом гонца за ослеплённым Васильком Ростиславичем Теребовельским
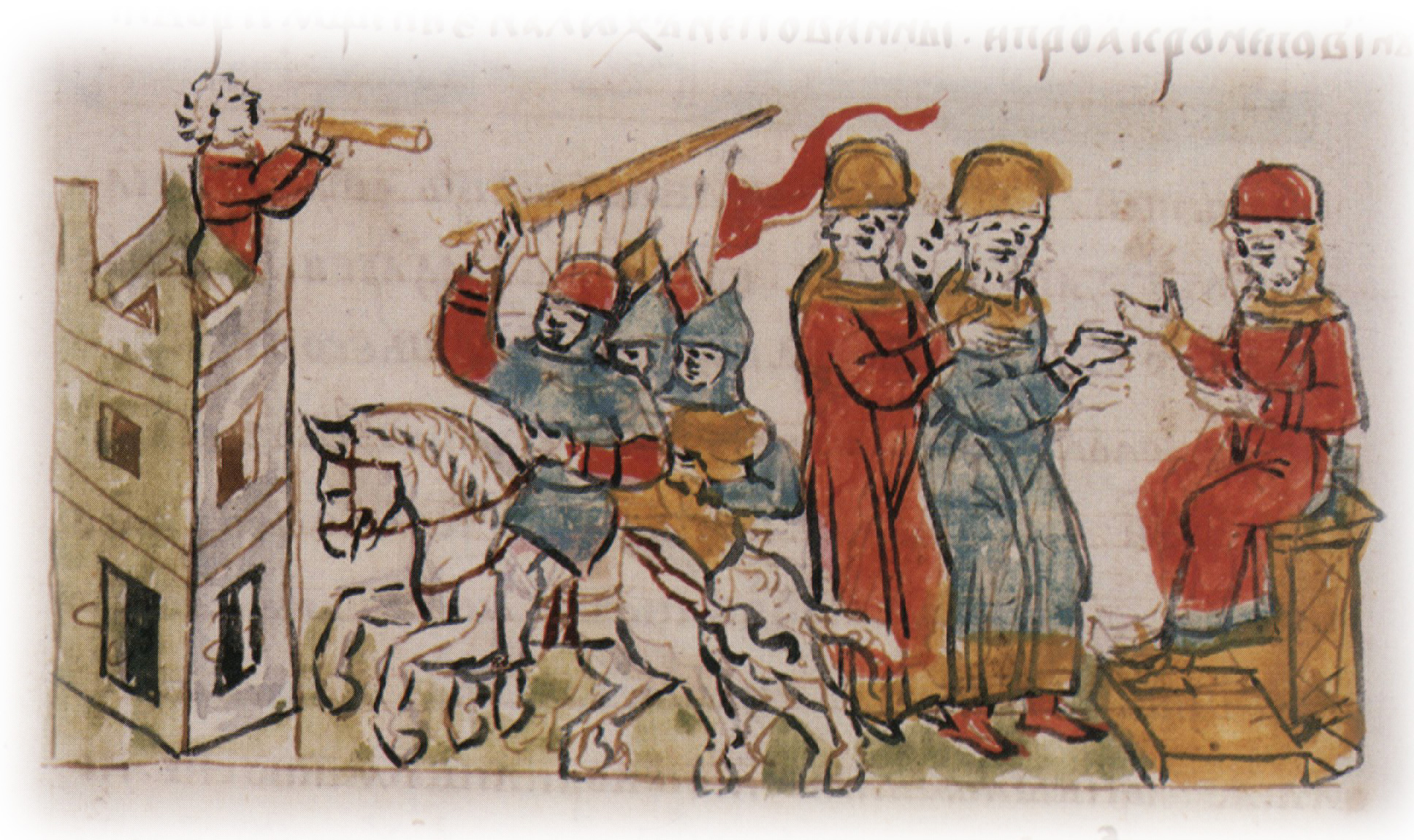
Осада города Всеволожа силами Володаря Ростиславича Перемышльского и Василька Ростиславича Теребовльского
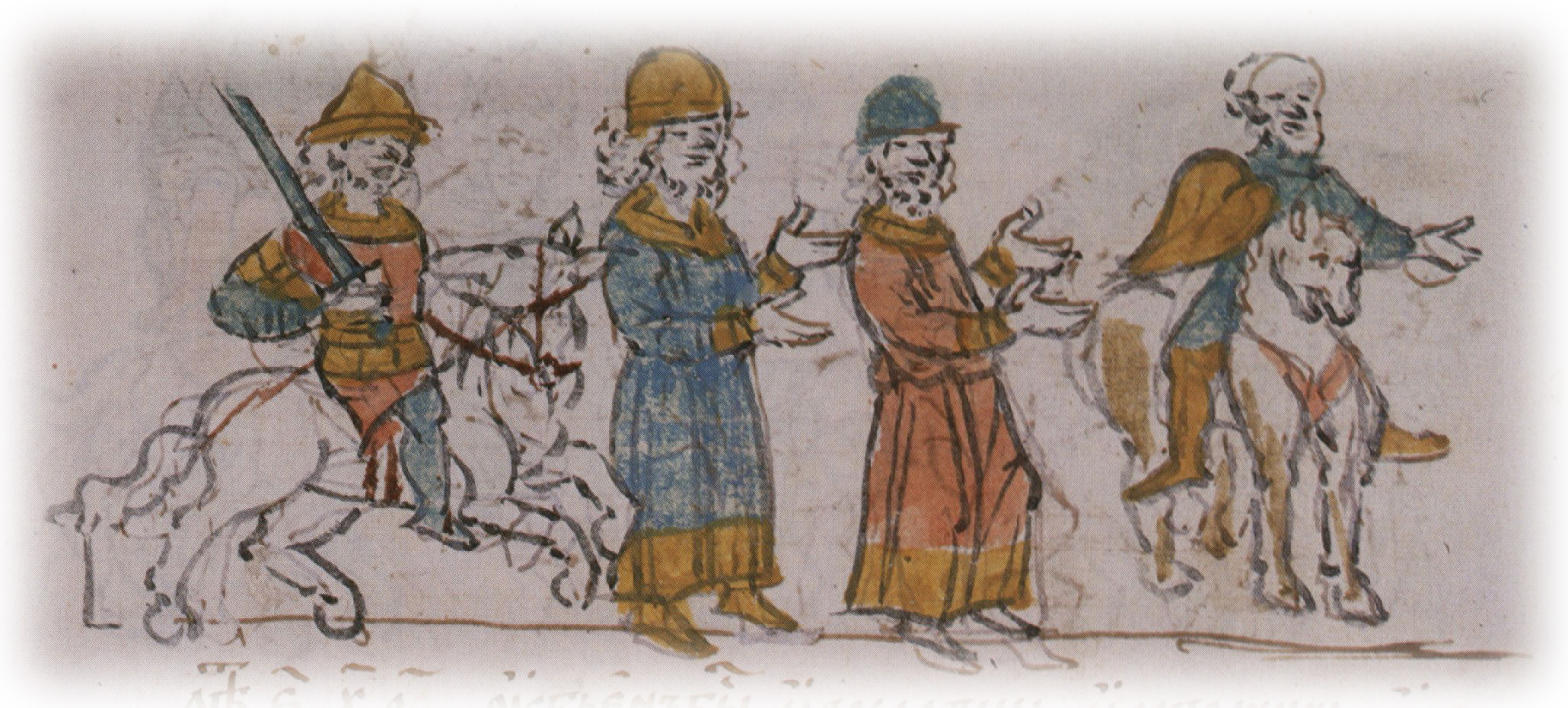
Пленение поляками при посредничестве Петра Власта Володаря Ростиславича Перемышльского: "В лето 6630. ...В то же лето яша ляхове Володаря Василкова брата"
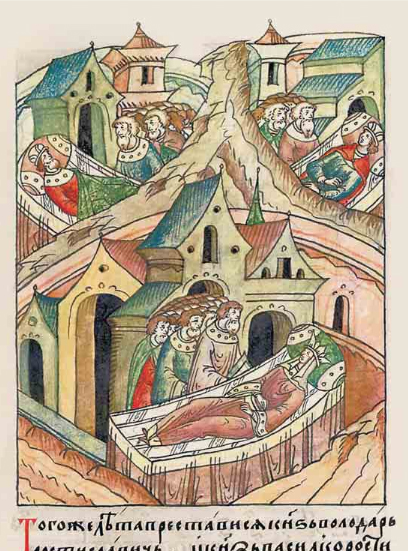
Смерть Володаря и Василько Ростиславичей. Лицевой летописный свод